# 馬西基夫
51°45′54″N 33°23′48″E / 51.76500°N 33.39667°E

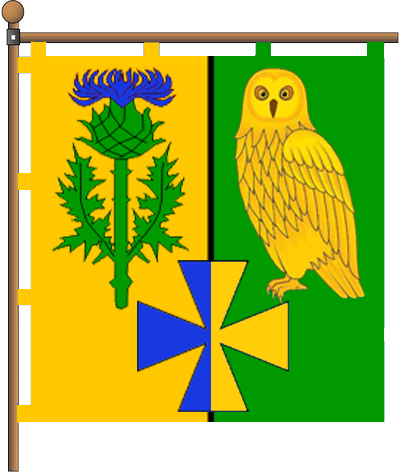
马西基夫村旗

馬西基夫（烏克蘭語：Масиків）是位於烏克蘭東北部的村莊，由蘇梅州紹斯特卡區的紹斯特卡市鎮負責管轄。該村處於奧索塔河右岸，距離沃羅尼日2公里，海拔高度144米，2001年人口59。